# Fischereimuseum Ålesund

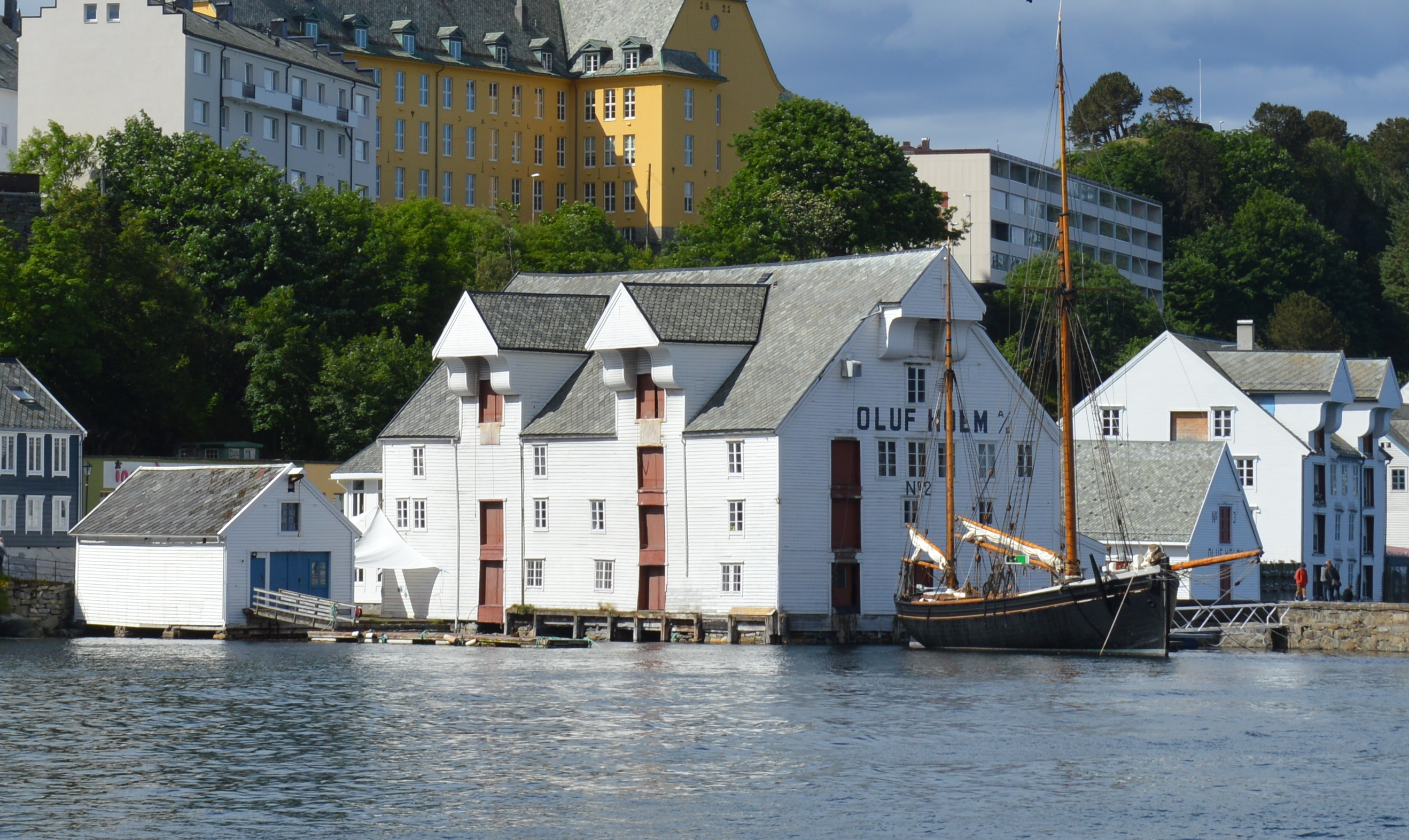
Fischereimuseum Ålesund

Das Fischereimuseum Ålesund ist ein Fischereimuseum in der norwegischen Stadt Ålesund.
Es befindet sich auf der Südseite des Hafens der Stadt unmittelbar am Beginn der Hafenmole an der Adresse Molovegen 10.
Das Museum ist in einem restaurierten Speicher aus dem Jahr 1861 untergebracht. Der den Namen Holmbua tragende Speicher war beim Stadtbrand von Ålesund im Jahr 1904 verschont geblieben und ist eines der wenigen älteren Gebäude der Stadt.
Im Museum wird die Geschichte der Fischerei in Ålesund behandelt. Schwerpunkt ist dabei die Herstellung und der Export von Klippfisch und Tran. Außerdem werden die Berufe des Böttchers und des Blockmachers vorgestellt. In einer Küche wird Dorschleberöl hergestellt.
2009 kam eine Ausstellung zur Tiefseefischerei hinzu.